# Claude-Christophe Gourdan

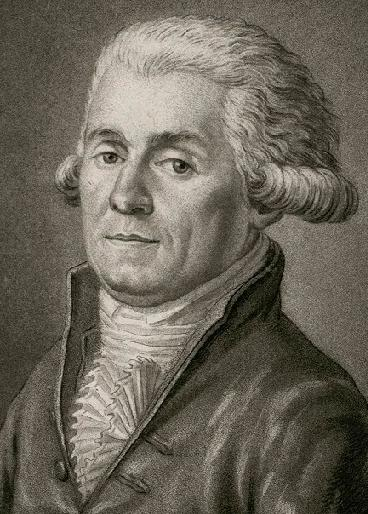
Claude-Christophe Gourdan

Charles Claude Christophe Gourdan (* 2. November 1754 in Champlitte (heute im Département Haute-Saône); † 10. November 1804 ebenda) war ein Parlamentarier der französischen Revolution und Gründer der Jakobiner.

## Leben
Gourdan war Abgeordneter des Dritten Standes und als solcher vom 21. Februar bis zum 7. März 1793 Vorsitzender der Nationalversammlung. Nach der Absetzung von König Ludwig XVI. 1792 stimmte Gourdan Anfang 1793 für dessen Hinrichtung.
Später wurde er Mitglied des Rats der 500, noch später Mitglied des Ältestenrates, dessen Präsident er wurde.
Gourdan, der in Gegnerschaft zu Robespierre und Napoleon stand, zog sich in seinen letzten Lebensjahren ins Privatleben zurück und konzentrierte sich auf sein Mandat als Stadtrat.